# Jus de pomme (cheval)
Pour les articles homonymes, voir Jus de pomme.
Jus de pomme (né le 2 juillet 1986, mort le 23 août 1996) est un étalon alezan inscrit au stud-book BWP, qui a concouru en saut d'obstacles avec le cavalier allemand Ulrich Kirchhoff, et remporté le Grand Prix d'Hickstead en 1995, le championnat d’Allemagne, puis la médaille d'or en individuel et par équipe aux Jeux olympiques d'Atlanta en 1996. L'ascension du couple a été fulgurante, puisqu'ils étaient très peu connus du public avant 1996. Trois semaines après son titre suprême, Jus de pomme meurt de coliques.

## Histoire
Il naît le 2 juillet 1986, en Belgique. Il est monté par le jeune cavalier allemand Ulrich Kirchhoff.
Il participe aux Jeux olympiques d'été de 1996 à Atlanta, décrochant la médaille d'or en individuel. Le couple est le quatrième de l'histoire du saut d'obstacles à gagner la médaille d'or sur deux parcours sans faute, ce qui lui vaut d'entrer dans le livre Guinness des records en 1997.
Jus de pomme semble alors promis à de nombreux autres succès, mais il tombe malade trois semaines après son titre suprême. Il subit deux opérations chirurgicales en raison de coliques violentes, qui semblent dans un premier temps fructueuses, mais meurt le 23 août 1996 d'une septicémie, durant son trajet de retour en Europe.
Ulrich Kirchhoff est très affecté par cette perte, estimant que Jus de pomme est un cheval tel qu'on n'en rencontre qu'un dans sa vie.

## Description
Jus de Pomme est un étalon de robe alezan, inscrit au stud-book du BWP, et toisant 1,68 m.

## Palmarès
1995 : Vainqueur du Grand Prix d'Hickstead
1996 : Vainqueur du championnat d'Allemagne. Médaille d'or en individuel et par équipes aux Jeux olympiques d'Atlanta

## Origines
Bien qu'inscrit dans un stud-book belge, Jus de pomme a des origines 100 % françaises,. Sa famille équine est marquée par les tragédies : son père Primo des Bruyères est mort à l'âge de 6 ans ; sa mère Opaline des Pins est morte au poulinage en 1996, cinq jours après le triomphe olympique de Jus de pomme.

## Descendance et héritage
Il a eu une courte carrière de reproducteur en France de 1992 à 1996, donnant naissance à des chevaux de qualité comme Marlou, O de Pomme et Jumpy des Fontaines.
Ulrich Kirchhoff a toujours en souvenir la mort tragique de Jus de Pomme 20 ans après, car il participe aux Jeux olympiques d'été de 2016 à Rio de Janeiro en emportant la bride de ce cheval avec lui.